# 孙琳琳
孙琳琳（1988年10月3日—），出生于中国黑龙江七台河，10岁时开始滑冰，毕业于哈尔滨体育学院。她是中国著名的短道速滑運動員。

## 成绩
2010年的溫哥華冬季奧運，她在3000米接力賽中与队友王濛、周洋、张会摘下她奧運第一面金牌并创造新的世界纪录。孙琳琳在比赛中被韩国运动员金玟廷以犯规动作强切内道，金玟廷在加速过程中腿部过度外伸阻绊孙琳琳、又摆臂过大肘击并推搡孙琳琳，导致孙琳琳失去平衡险些摔倒而降速。幸而裁判们查看录像讨论后判决金玟廷犯规取消韩国女子接力队资格，中国队终于拿回金牌。

## 資料來源
1. ↑  2010年溫哥華冬奧会官方网站孙琳琳 （页面存档备份，存于）的资料
2. ↑  由其母语音译而更为普遍使用的英文名：Kim Min-Jung （页面存档备份，存于）
3. ↑  美联社 (AP Associated Press) 2010年2月25日：中国队在韩国队被取消资格后赢得女子3000米接力赛 “China wins women's 3,000-meter relay after DQ （页面存档备份，存于）”By Beth Harris, AP Sports Writer.